# Ernst Scheyer
Ernst Scheyer (geboren 3. Juli 1900 in Breslau, Provinz Schlesien; gestorben 4. Dezember 1985 in Detroit) war ein deutschamerikanischer Kunsthistoriker.

## Leben
Ernst Scheyer war ein Sohn des Holzgroßhändlers Norbert Scheyer und der Martha Beuthner. Sein Vater starb 1932, drei seiner Schwestern konnten sich vor der deutschen Judenverfolgung nach Palästina und in die USA retten, seine Mutter wurde 1943 ein Opfer des Holocaust.
Er besuchte das Breslauer Elisabet-Gymnasium und durfte die Abitursrede in Latein halten. Ab 1919 studierte er Philosophie und Nationalökonomie in Breslau und Freiburg im Breisgau und wurde 1922 mit der Dissertation Volkseinkommen und Individualeinkommen im Werdegang der theoretischen Nationalökonomie in Freiburg promoviert. Daneben und danach studierte er von 1924 bis 1926 Kunstgeschichte, Ethnologie und Soziologie in Heidelberg und Köln und wurde 1926 in Köln bei Albert Erich Brinckmann promoviert. In Köln war er mit Louise Straus-Ernst befreundet. Dort war er bis 1929 als wissenschaftlicher Hilfsarbeiter am Stadtmuseum beschäftigt.
Ab 1930 war Scheyer in Breslau bei Erwin Hintze am Schlesischen Museum für Kunstgewerbe und Altertümer tätig. Er publizierte über die Kunstdenkmäler der Stadt, hielt Vorträge in der Staatlichen Kunstakademie und arbeitete 1932 an der repräsentativen Gerhart-Hauptmann-Ausstellung zu dessen 70. Geburtstag mit. Er verfasste einen Essay in der Zeitschrift „Schlesien“ unter dem Titel Gerhart Hauptmann und die bildende Kunst sowie Hauptmann der Plastiker in der Neuen Rundschau.
Ab 1931 bis zu deren Schließung 1932 hatte er einen Lehrauftrag an der Staatlichen Akademie für Kunst und Kunstgewerbe Breslau und war Mitherausgeber der Schlesischen Monatshefte. Nach der Machtübergabe an die Nationalsozialisten wurde Scheyer am 28. April 1933 aus rassistischen Gründen seines Amtes am Kunstgewerbemuseum enthoben.
Scheyer emigrierte in die Niederlande und hatte kunsthistorische Gelegenheitsaufträge beim Kunsthändler Jacques Goudstikker in Amsterdam. 1934/35 hielt er sich in England auf und übersiedelte 1936 mit der in dem Jahr geheirateten Konzertpianistin Evelyne Rodrigues Pereira (1911–2006) in die USA, wo er eine Stellung als Research Fellow am Detroit Institute of Arts erhielt. Ab 1938, von 1956 an als Professor, bis zur Emeritierung 1971 lehrte er  Kunstgeschichte und Vergleichende Kulturgeschichte an der Wayne State University in Detroit. Seit 1950 war stellvertretender Herausgeber der Zeitschrift Art Criticism. Ab 1968 war er ehrenamtlicher Kustos am Kunstinstitut. Scheyer erhielt das Schlesierschild der Landsmannschaft Schlesien.

## Schriften (Auswahl)
- Chinoiserien in den Seidengeweben des XVII. und XVIII. Jahrhunderts. Oldenburg i. O., 1928 Köln, Phil. Diss., 1928
- mit Peter Epstein: Schlesisches Museum für Kunstgewerbe und Altertümer: Führer und Katalog zur Sammlung alter Musikinstrumente. Breslau: Verl. d. Museums, 1932
- Die Kölner Bortenweberei des Mittelalters. Augsburg : Filser, 1932
- Baroque Painting. Detroit, Mich.: Detroit Inst. of Arts, 1937
- Beiträge in: Dagobert D. Runes, Harry G. Schrickel (Hrsg.): Encyclopedia of the Arts. New York, NY: Philosophical Library, 1946 https://d-nb.info/99317678X
- mit Robert William Eugen Weil: A Book of German Idioms. London: Methuen, 1957
- Christoph Nathe und die Landschaftskunst des ausgehenden 18. Jahrhunderts. Würzburg: Verl. Kulturwerk Schlesien, 1958
- Die Kunstakademie Breslau und Oskar Moll. Würzburg: Holzner, 1961
- Lyonel Feiniger; Caricature and Fantasy. Detroit: Wayne State University Press, 1964
- Schlesische Malerei der Biedermeierzeit. Frankfurt a. M.: Weidlich, 1965
- Breslau – so wie es war. Vorwort Günther Grundmann. Düsseldorf: Droste, 1969
- The Shapes of Space: The Art of Mary Wigman and Oskar Schlemmer. New York: Dance Perspectives Foundation, 1970
- Eugen Spiro, Clara Sachs. Beiträge zur neueren schlesischen Kunstgeschichte. München : Delp, 1977 ISBN 3-7689-0148-3.